# Dehesa de Cuéllar
Dehesa de Cuéllar es una localidad perteneciente al municipio de Cuéllar, en la provincia de Segovia, comunidad autónoma de Castilla y León, España.
Pertenece a la Comunidad de Villa y Tierra de Cuéllar, integrada dentro del antiguo sexmo de Hontalbilla. Para el Instituto Nacional de Estadística, esta localidad se llama simplemente Dehesa.
Se halla junto al cerro Torrontillana, a 826 m s. n. m., en el valle que perfila el arroyo Mondajos, afluente del río Cerquilla, que nace en Moraleja de Cuéllar.

## Historia
La localidad hubo de ser repoblada como muy tarde a comienzos del siglo XII.
Uno de los principales testimonios históricos de la localidad es el que aparece en el Diccionario geográfico-estadístico-histórico de España y sus posesiones de Ultramar, publicado por Pascual Madoz a mediados del siglo XIX. Dehesa de Cuéllar aparece detallada de la siguiente forma:

Dehesa: lugar con ayuntamiento de la provincia y diócesis de Segovia (a 10 leguas), partido judicial de Cuéllar (a 1 legua y un cuarto), audiencia territorial y Capitanía General de Madrid (a 25 leguas).
Situación: en un valle rodeado de varias cuestas de bastante altura y al principio de una de ellas; le combaten los vientos E. y O. y está resguardado del N.
Clima: frío y desigual, padeciéndose por lo común tercianas y cuartanas.
Tiene 50 casas, inclusa la de ayuntamiento, 4 calles, una plaza, escuela de instrucción primaria común a ambos sexos, a cargo de un maestro con la dotación de 400 reales, y una iglesia parroquial (San Pedro Apóstol), servida por un párroco cuyo curato es de primer ascenso y de provisión real y ordinaria; tiene por anejo a Dehesa Mayor, en el cual hay una iglesia (San Juan Bautista), en las afueras de la población. Se encuentra una fuente de buenas aguas, de las que se utilizan los vecinos para sus usos, y el cementerio en paraje que no ofende la salud pública.
Término: se extiende 3/4 de legua de N. a S., e igual distancia de E. a O., y confina N. Bahabón; E. Lovingos; S. La Aldehuela, y O. Cuéllar. Comprende el barrio de Dehesa Mayor.
Terreno: en su mayor parte, es de séptima y cuarta calidad, como 1/4 de segunda, y 1/6 de primera; lo atraviesa un arroyo sin nombre, que pasa al S. del citado barrio Dehesa Mayor; nace en el término de Moraleja, pueblo distante de este 3/4 de legua, y se incorpora con el arroyo Cerquilla en el término de Cuéllar.
Caminos: los que dirigen a los pueblos limítrofes.
Correo: se recibe de la cabeza del partido, adonde por carga concejil van por ella.
Producción: trigo, cebada, centeno, avena, muelas, garbanzos, patatas y rubia, su mayor cosecha trigo y cebada; mantiene ganado lanar, vacuno, yeguar, asnal y de cerda; cría caza de liebres, conejos y perdices.
Industria y comercio: la agrícola e importación de los artículos de primera necesidad de que carece el pueblo.
Población, incluso su barrio: 68 vecinos, 264 almas.
Capital imponible: 36 363.
Contribución, según el cálculo general y oficial de la provincia: 20,72 por 100.
Presupuesto municipal: 8000 reales que se cubren con el producción de propios y reparto vecinal.

En el año 1971 entró a formar parte, como pedanía, del municipio de Cuéllar, siendo hasta entonces municipio independiente. Pertenece al partido judicial de Cuéllar, y cuenta con una población de 28 habitantes (INE 2013). A ella se anexionó la de Dehesa Mayor, en la actualidad con mayor número de población gracias a su mejor comunicación, junto a la SG-205, que une Cerezo de Abajo con Cuéllar, pasando por Cantalejo.

## Geografía humana

### Demografía
| Gráfica de evolución demográfica de Dehesa entre 1842 y 1970 |
| |
| Población de derecho según los censos de población del INE Población de hecho según los censos de población del INEEntre el censo de 1981 y el anterior, este municipio desaparece porque se integra en el municipio 40063 (Cuéllar) |

| 35            | 34 | 35 | 33 | 34 | 31 | 26 | 29 | 33 | 34 | 33 | 38 |
| (Fuente: INE) |    |    |    |    |    |    |    |    |    |    |    |

## Patrimonio

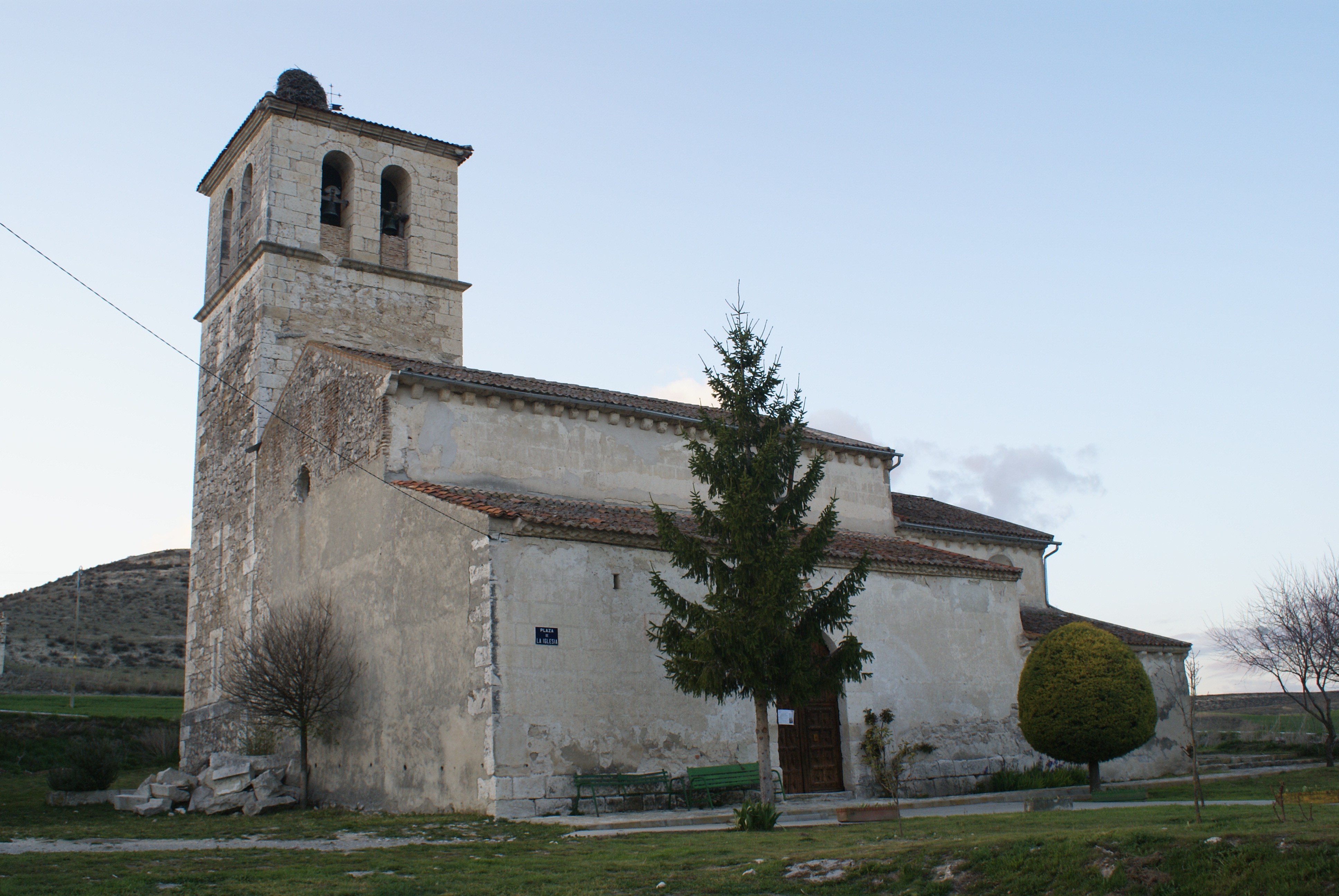
Iglesia de San Pedro Apóstol.

Entre su patrimonio, destaca la iglesia de San Pedro Apóstol, templo parroquial de origen románico, así como la fuente que abastecía a los vecinos, y las viviendas están realizadas de forma mayoritaria con piedra blanca, procedente de la zona de Campaspero (Valladolid). En lo que respecta a su industria, conserva un molino harinero del siglo XVIII, y existió una fábrica de achicoria, que funcionó hasta mediados del siglo XX.

## Festividades
- Patrocinio de San José: se trata de la fiesta más importante de la localidad. Se celebra el tercer domingo después del Domingo de Resurrección. Los vecinos procesionan una imagen de San José con el niño cubierta de rosquillas que son subastadas en la iglesia al concluir la procesión. El dinero recaudado queda para las cuentas de la parroquia.
- San Roque: se celebra cada 16 de agosto. Los vecinos procesionan la imagen de San Roque por la localidad. Se organizan actividades lúdicas y bailes.